# Costa Caupolicán
Costa Caupolicán – wybrzeże Antarktydy, położone we wschodniej części Półwyspu Antarktycznego, na północ od przylądka Cape Schlossbach. Zostało nazwane na cześć Caupolicána, wodza plemienia Mapuche.